# Oreo muncoonie
Oreo muncoonie is een spinnensoort uit de familie Gallieniellidae. De soort komt voor in Queensland.